# Koćuša
Koćuša je vodopád, který se nachází v Bosně a Hercegovině, přesněji poblíž vesnice Veljaci a města Ljubuški. Spolu s vodopády Kravice patří k ikonickým symbolům Hercegoviny. Nachází se na řece Mlada, resp. Trebižat.
V roce 2009 měla být v blízkosti vodopádu vybudována malá vodní elektrárna, projekt však nebyl realizován. Vyhodnocení vlivů na životní prostředí navrhované stavby připustilo riziko narušení přirozenosti vodopádu.
Vodopád je vysoký pouhých 5 m a široký 50 metrů. Patří mezi turisticky atraktivní lokality svého regionu. Ve srovnání s Kravicemi, které se nacházejí na stejné řece, je však Koćuša známá méně. V létě slouží vodopád a jeho okolí jako populární koupaliště. V blízkosti se nachází ubytovací zařízení.